# Kocham to, co lubię
Kocham to, co lubię (KTCL) – telewizyjny program rozrywkowo-kulturalny, nadawany co tydzień w niedzielę o godzinie 17:20 przez stację TVP2 prowadzony przez Wojciecha Manna  i Katarzynę Warnke (asystentkę prowadzącego).

## O programie
Program składa się m.in. z rozmów z zaproszonymi gośćmi, rozmowy prowadzącego z asystentką oraz z części satyrycznej, w której występują aktorzy Wiktor Zborowski, Jacek Braciak, Wojciech Mecwaldowski i Piotr Machalica. Za oprawę muzyczną i tekstową odpowiada Piotr Bukartyk wraz z zespołem Szałbydałci.
W programie są zapraszani znani wokaliści i artyści muzyczni. Pierwszy sezon obejrzało 1,5 miliona widzów.